# حسین بی‌لی (قزاق)
حسین بی‌لی (به لاتین: Hüseynbəyli) یک منطقه مسکونی در جمهوری آذربایجان است که در شهرستان قزاق واقع شده‌است. حسین بی‌لی ۱۴۶۸ نفر جمعیت دارد.